# Nünchritz
Nünchritz est une commune de Saxe (Allemagne), située dans l'arrondissement de Meissen, dans le district de Dresde.

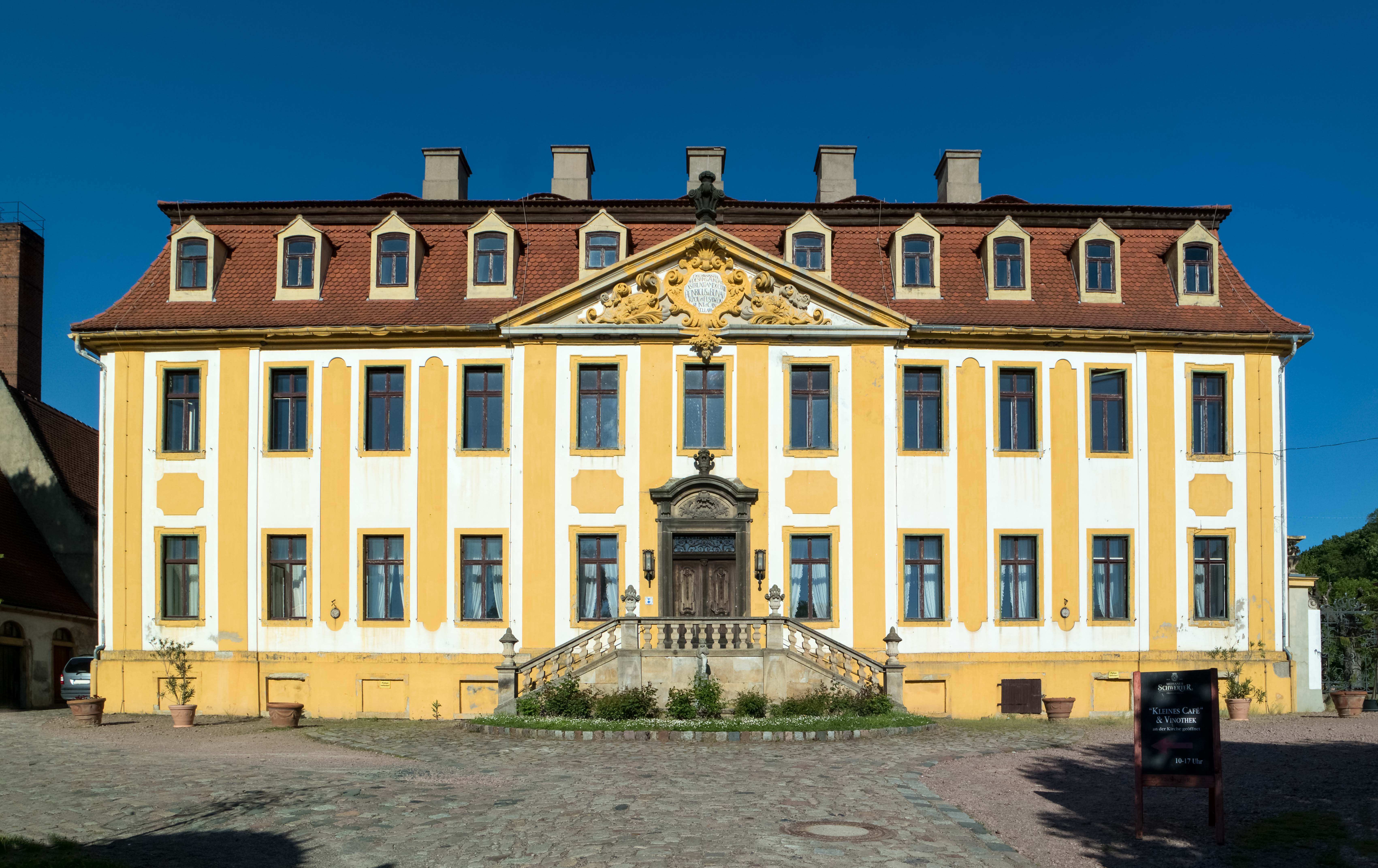
Le château de Seusslitz

## Jumelage
Nünchritz est jumelée avec :
- Ubstadt-Weiher (Allemagne) depuis 1990